# Black Jack (mangá)
Black Jack (ブラック・ジャック, Burakku Jakku) é um mangá de Osamu Tezuka protagonizado pelo Doutor Black Jack. Sua publicação durou de 1973 até 1983, sendo o trabalho mais longo de Tezuka. Foi também sua obra mais pessoal, pois nela colocou todo o seu conhecimento acadêmico, uma vez que era formado em medicina, embora nunca tendo exercido a profissão.
Na década de 90, o mangá recebeu adaptações para a TV, na forma de 12 OVAs, sendo que os dois ultimos sairam no ano de 2011, e teve um filme lançado em 1996. Posteriormente, em 2004, recebeu uma nova adaptação, na forma de animê, com três temporadas e 61 episódios, durando até 2006. Nesse período também foi feito um novo filme: Black Jack: Dois médicos da escuridão (Black Jack: Futari no Kuroi Isha, no original). Após o primeiro animê, houve a criação de um novo, Black Jack 21, que foi inciado e finalizado em 2006. Nessa nova série, que possui 17 episódios Black Jack é perseguido por uma misteriosa organização que busca sua morte. Assim, ele viaja pelo mundo tentando descobrir os objetivos dessa organização. No Brasil o anime foi exibido pelo canal Animax.

## História
Black Jack é considerada por muitos a obra mais enigmática de Osamu Tezuka, o mítico autor conhecido mundialmente como o “deus do mangá” devido aos diversos conceitos que incluiu em seus trabalhos e que influenciaram a indústria de quadrinhos e a animação japonesa.
O mangá conta a história de Black Jack, um médico que trabalha sem licença e cobra preços exorbitantes por seus tratamentos — por isso acaba tendo problemas com a polícia em alguns casos, mas ainda assim mantendo grande reputação entre seus colegas. Normalmente trata de casos que não são excepcionais, mas complicados, apesar de serem comuns. Seus métodos são desconhecidos e quase sobrenaturais, motivo pelo qual Black Jack é algumas vezes referido como “o cirurgião do impossível”.
O médico em geral se mostra apático, aspecto intensificado pela grande cicatriz que cruza seu rosto e que o divide em duas partes de tons diferentes. Black Jack vive em uma casa de frente para o mar junto com Pinoko, uma garota que aparenta pouca idade e que também guarda segredos relacionados à sobrenaturalidade de seu amado protetor.

## Personagens
Black Jack
É o protagonista da série. Devido a um acidente sofrido na infância, possui inúmeras cicatrizes pelo corpo, destacando-se uma no seu rosto, que separa as duas tonalidades de pele existentes na sua face devido a um transplante, e seu cabelo, que é metade preto e metade branco. Vive uma vida solitária, tendo pouquíssimos amigos. Apesar de dizer que liga apenas para dinheiro, isso não é verdade, pois muitas vezes abre mão de seus pagamentos ou trata pessoas que não tem condições de pagar um tratamento em um bom hospital. Prova disso é que gasta boa parte do dinheiro que ganha com as operações comprando ilhas para preservar a flora e fauna local.
Pinoko (ピノコ)
É a pequena assistente de Black Jack, que mora com o médico, seu guardião legal. Era na verdade um gêmeo parasita no corpo de uma mulher de dezoito anos. Após retirá-la do corpo da hospedeira, Black Jack fez um corpo artificial para ela e passou a cuidar dela como uma filha, apesar dela sempre dizer ter dezoito anos e alegar "ser" esposa do médico. Além de ser assistente em algumas cirurgias de Black Jack, cuida do serviço doméstico. Sua personalidade contrasta com a do doutor: enquanto ele é calmo, reservado e finge não se importar com o que acontece a sua volta, Pinoko é inquieta e curiosa.
Sharaku Hosuke (写楽保介)
É amigo de Pinoko tem a cabeça arredondada e um esparadrapo em forma de "X" na testa. Sempre leva consigo uma boneca chamada Bogo que foi presente de seu pai.

## Trilha Sonora

### Black Jack
Temas de Abertura:
- 1º tema (episódios 1 ao 28) "Gekkouka" por Janne Da Arc
- 2º tema (episódios 29 ao 51) "Here I Am" por globe
- 3º tema (episódios 52 ao 63) "Fantastic" por Ami Suzuki

Temas de Encerramento:
- 1º tema (episódios 1 ao 28) "Kuroge Wagyu Joshio Tanyaki 680 (Ropyaku Hachi Ju) en" por Ai Otsuka
- 2º tema (episódios 29 ao 51) "clover" por hiro
- 3º tema (episódios 52 ao 63) "careless breath" por Exile

### Black Jack 21
Tema de Abertura: 
- "Destiny -Tayou no Hana-" por Hitomi Shimatani

Temas de Encerramento:
- 1º tema (episódios 1 ao 8) "careless breath" por Exile
- 2º tema (episódios 9 ao 17) "Silence whispers" por TRF